# Atlético Clube de Bissorã
Der Atlético Clube de Bissorã, kurz AC Bissorã, ist ein Sportverein aus der guinea-bissauischen Stadt Bissorã. Er ist besonders für seine Fußballmannschaft bekannt.

## Geschichte
Der Verein wurde am 1. Juli 1946 im damaligen Portugiesisch-Guinea als erster Filialverein des portugiesischen Klubs Atlético Clube de Portugal in einer portugiesischen Kolonie gegründet.
In der seit 1960 ausgespielten landesweiten Meisterschaft von Portugiesisch-Guinea gewann der Klub keinen Titel. Nach der Unabhängigkeit Guinea-Bissaus 1974 spielte der Klub meist unterklassig, bis er nach der Saison 2002 in die erste Liga des Landes aufstieg, den Campeonato Nacional da Guiné-Bissau.
Seine erfolgreichste Saison im Landespokal Taça Nacional da Guiné-Bissau hatte der Verein im Jahr 2005, wo er erst im Finale mit 4:2 gegen den Sporting Clube de Bissau unterlag.
2011 wurde der AC Bissorã erstmals Landesmeister.
Am Ende der Saison 2013 musste der Klub absteigen und spielt nun in der Gruppe A (Série A) der zweiten Liga des Landes (Campeonato Nacional da 2.ª Divisão, Stand 2018).
Im Jahr 2012 wählte der Verein mit der Journalistin Maria da Conceição Évora erstmals eine Frau zur Präsidentin eines Fußballvereins in Guinea-Bissau.

## Erfolge
- Guineabissauische Meisterschaft:
  - 2011